# BLACK TIGER
『BLACK TIGER』（ブラックティガー）は、秋本治の漫画。『グランドジャンプ』（集英社）にて、2017年2号より（単行本第1巻最終ページ参照）連載開始される。当初は不定期連載であったが、2019年23号よりサイクル連載（3勤1休連載）となり、2023年5号まで連載された。

## 内容
南北戦争終結後のアメリカが主な舞台。
急激に悪化する南部の治安に対処するべく、合衆国政府は、凄腕の賞金稼ぎから数名を「ブラックメンバー」（下記「作中用語」参照）として選抜した。その1人である女賞金稼ぎ「ブラックティガー」がある時は個人的に、ある時は政府からの指令で悪党たちと戦っていく姿を描く。
秋本によれば本作品は『ワイルド7』などのアクション漫画を手掛けた望月三起也へのオマージュだとしている。

## 登場人物

### メインキャラクター
ブラックティガー
主人公。「ブラックティガー」は政府から与えられたコードネーム。本名はティナ・バトラー。
単行本第5巻「忘れえぬ過去」（雑誌でのサブタイトルは「やがて少女は虎になる・前編」）では15年前で10歳。
家族（両親と弟）は死亡。
長い黒髪とグラマラスなスタイルが特徴の美人。クールな顔つきで滅多に笑わない。
一人称は「俺」。肩の虎や青龍をはじめ、全身に数々の動物や花などのタトゥーを彫っている。
ドクター・ウエキ
ティガーに同行する男性の闇医者。白い帽子を被り白の背広を身に纏っている。性格は至って温厚で紳士的である。
マックス
ティガーの愛馬。ティガーに忠実で、ティガーの為に助けを呼んだり、大量のライフルを運んだりする。

## 作中用語

### ブラックメンバー
南北戦争終結後の悪化した南部の治安を鎮静化すべく、合衆国政府より殺しの許可証（ライセンス）を与えられ、且つ通常の10倍の賞金額で雇われたブラックリスト登録の凄腕の賞金稼ぎ達である。ロゴマークは六芒星の中央に『Black』と綴られている。大陸各地に支部を構え、武器調達や要請など、ブラックメンバーのサポートを行なっている
数名存在する様だが、ティガー以外のメンバーで登場したのはブラック・ジャガーとブラック・イーグルの2名（4巻の時点で）。

### 作中登場するオリジナルの銃器
ティガーのオリジナルカスタムリボルバー
ティガーが2丁愛用するスミス&ウェッソン社製の.50口径のカスタムリボルバー。本体には薔薇と『BLACK TIGER』の名の刻印が刻まれており、素早いリロードが可能なトップブレイク方式が採用されている。装弾数は5発で8インチの長銃身を持つ。グリップは抜き撃ちに適した三日月型のハードチェッカードグリップで、シリンダーは耐久性に長けたノンフルーテッドシリンダーとなっており、又、弾薬に関しては、.50口径の通常弾の他に一対多数の接近戦用に散弾も使用出来る。元々は彼女の師であるバーンスタインが彼女に託した一丁の拳銃を模したものであり、バーンスタインの拳銃は装飾や無駄を省いた仕様になっている。
4バレルデリンジャー
ダブルバレルデリンジャーを2挺合体させた四連式小型拳銃で、風呂場等で襲われた際の護身用として所持している。

## 書誌情報
- 秋本治『BLACK TIGER』集英社〈ヤングジャンプコミックス〉、全11巻
  1. 2017年11月2日発売[2]、ISBN 978-4-08-890802-1 - 読切作品「アリィよ銃を撃て!（2015年、グランドジャンプ新年4号）」収録。
  2. 2018年12月19日発売[3]、ISBN 978-4-08-891156-4
  3. 2019年11月19日発売[4]、ISBN 978-4-08-891392-6
  4. 2020年4月17日発売[5]、ISBN 978-4-08-891560-9
  5. 2020年9月18日発売[6]、ISBN 978-4-08-891661-3
  6. 2021年1月19日発売[7]、ISBN 978-4-08-891773-3
  7. 2021年5月19日発売[8]、ISBN 978-4-08-891878-5
  8. 2021年10月19日発売[9]、ISBN 978-4-08-892085-6
  9. 2022年3月18日発売[10]、ISBN 978-4-08-892257-7
  10. 2022年9月16日発売[11]、ISBN 978-4-08-892451-9
  11. 2023年4月18日発売[12]、ISBN 978-4-08-892671-1